# Sankt Sergius av Radonezhs kapell, Elista
Sankt Sergius av Radonezhs kapell (ryska: Часовня Святого Сергия Радонежского; translitteration: Tjasovnja Svjatogo Sergija Radoneshkogo) är ett ryskt-ortodoxt minneskapell beläget i staden Elista, i delrepubliken Kalmuckien, i Ryssland.
Kapellet är helgat åt det ryska helgonet Sankt Sergius av Radonezh och det rysk-ortodoxa stiftet tillhör Elistas stift.

## Historik
Sankt Sergius av Radonezhs kapell i Elista började byggas år 1997, då en invigning ägde rum för byggandet. Kapellet stod klart och invigdes under våren 2005.
Kapellet byggdes enligt ritningar av den berömde arkitekten B. Moshuldaev.

## Bilder

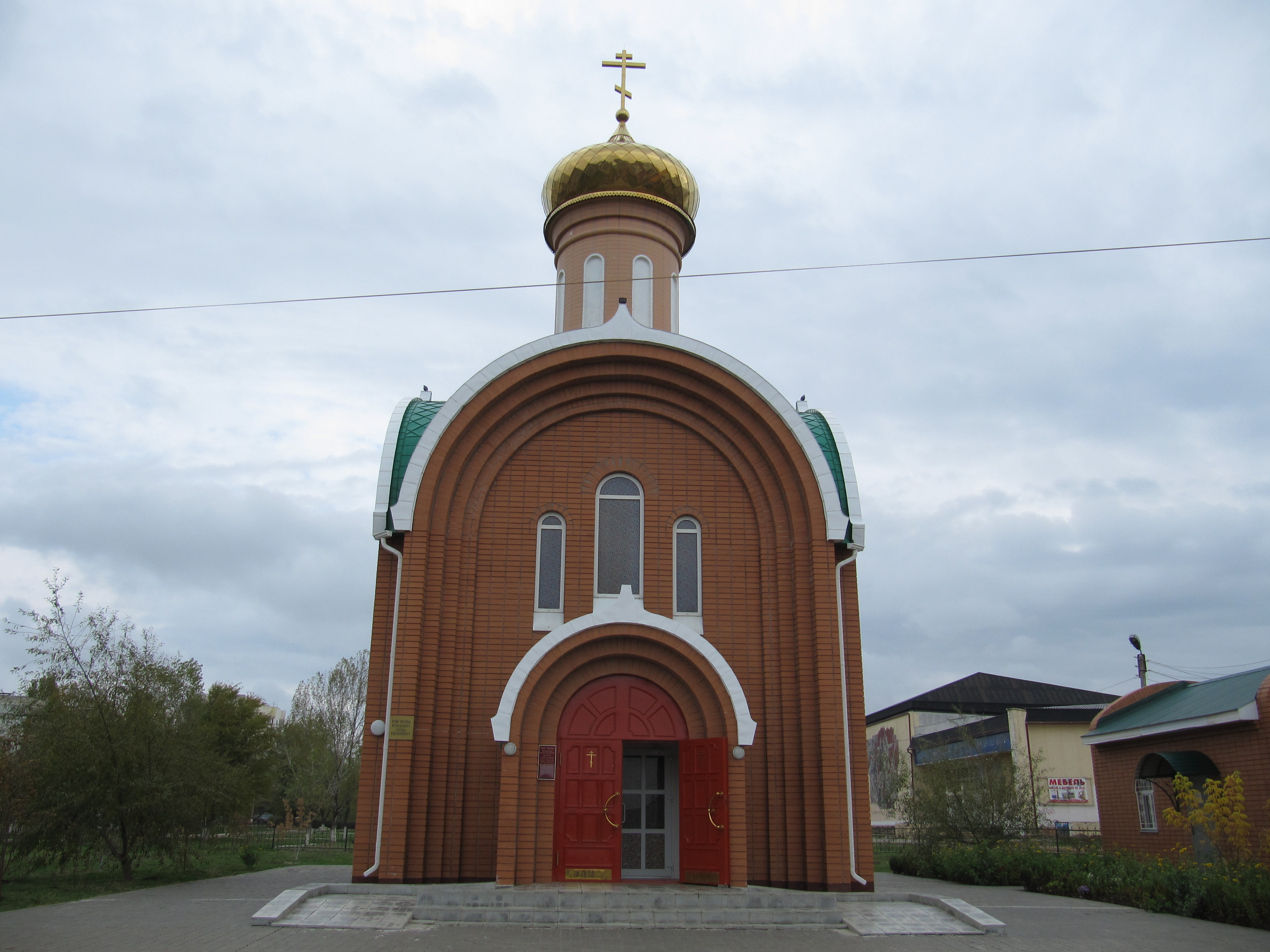
Närmare bild mot entrén.